# Umut Bulut
Umut Bulut (Yeşilhisar/ Kayseri, 15 maart 1983) is een Turkse oud-voetballer die doorgaans als aanvaller speelde. De vader van Bulut kwam op 13 maart 2016 om bij een zelfmoordaanslag in Ankara, nadat hij eerder op de dag een wedstrijd tussen Gençlerbirliği en Buluts club Galatasaray had bekeken.

## Clubcarrière
Bulut speelde ook voor Petrol Ofisi, Inegölspor, Ankaragücü, Trabzonspor,Toulouse FC en Galatasaray. Zijn jeugdclub is de nu opgeheven club Petrol Ofisi. Op 17 mei 2000 maakte hij zijn debuut in het eerste elftal van Petrol Ofisi. Zijn professionele contract kreeg hij in 2001 aangeboden van Ankaragücü. Een jaar later werd hij voor een seizoen uitgeleend aan Inegölspor. In juni 2006 ging Bulut van Ankaragücü naar Trabzonspor voor 3,6 miljoen euro. Hij scoorde 88 keer in 101 wedstrijden voor Trabzonspor. In juni 2011 vertrok hij voor 4,8 miljoen euro naar Toulouse, maar kwam niet verder dan vijf doelpunten in 31 wedstrijden. Op 26 juni 2012 ging Bulut officieel voor een seizoen op huurbasis naar Galatasaray. Bulut maakte twee doelpunten tijdens zijn debuut tegen Fenerbahçe in de Turkse Supercup; Galatasaray won uiteindelijk met 3–2 en Bulut werd uitgeroepen tot man van de wedstrijd. Hij kreeg in juli 2013 een driejarig contract met een optie voor nog een jaar van Galatasaray. Op 30 augustus 2016 kondigde Kayserispor het aantrekken van Umut Bulut aan, hij kwam transfervrij over. In januari 2020 tekende Bulut een contract voor anderhalf jaar bij Yeni Malatyaspor. In 2021 tekende hij een tweejarig contract bij Eyüpspor. In 2023 tekende hij een jaarcontract bij Sarıyer. In de zomer van 2024 maakte hij bekend te stoppen met zijn actieve voetballoopbaan.

## Interlandcarrière
Zijn debuut als international maakte Bulut op 5 juni 2007 tegen Brazilië. Het duel eindigde in een gelijkspel. Hij heeft ook voor meerdere jeugdelftallen van Turkije gespeeld. Bulut speelde in 39 interlands, waarin hij tienmaal trefzeker was. In de EK-kwalificatiewedstrijd op 6 september 2013 tegen Andorra (5–0 winst) maakte hij een hattrick.

## Erelijst
Trabzonspor
- Turkse voetbalbeker

2009/10
- Turkse Supercup

2010
 Galatasaray SK
- Süper Lig

2012/13, 2014/15
- Turkse voetbalbeker

2013/14, 2014/15, 2015/16
- Turkse Supercup

2012, 2013, 2015